# ملعب بلدية نابلس
ملعب بلدية نابلس هو ملعب كرة القدم الرئيس في نابلس، وهو أول استاد كرة قدم يقام في كل فلسطين، حيث أقيم عام 1950.
في عام 2009، أعيد تأهيل الملعب وتوسعته وتزويده بالعشب الطبيعي.
ساهمت في عملية التطوير وزارة الشباب والرياضة ووزارة الحكم المحلي ومحافظ نابلس الذي كان له دور كبير في المشروع.
بدأت فكرة المشروع بتعشيب الملعب القائم إلا أن مندوب الفيفا الذي اطلع على الملعب قال أن الفيفا لا يمكنها اعتماد الملعب في وضعه الحالي.
أقيم الملعب الجديد بشكل يتوافق مع المعايير الدولية حيث تم تعشيبه بعشب صناعي بمواصفات الفيفا وبمساحة 105×68 متر ومساحة المنطقة الخضراء 111×74 متر.
تم تحويل اتجاه الملعب من شرق-غرب إلى شمال-جنوب بهدف زيادة مساحته، حيث توسع على حساب شارع عين الصبيان المحاذي للملعب من الجهة الشمالية وحديقة جمال عبد الناصر العامة المجاورة للملعب، وتطلب المشروع زيادة بطول 20 متراً. تم بناء مدرجين للجمهور في الجهتين الشرقية والغربية (ستتسع لحوالي 4000 متفرج) وسيتم تخصيص أبنية كمرافق للملعب ومحلات تجارية.
بلغت التكلفة الكلية للمشروع مليون ونصف المليون دولار.
الملعب هو الاستاد الوحيد في نابلس، وتستعمله عدة أندية في الأندية مثل نادي حطين ونادي الاتحاد ونادي عيبال إضافة إلى مركز شباب بلاطة ومركز شباب عسكر.